# ملخ‌های سیخ‌گلو
ملخ‌های سیخ‌گلو (نام علمی: Catantopinae) نام یک زیرخانواده از تیره کج‌صورتان است.